# Interstate 75 (Michigan)
Cet article traite d'une section intra-État de l'autoroute. Pour l'article traitant de l’autoroute au complet, référez-vous à Interstate 75.
L'Interstate 75 au Michigan est un segment de l'Interstate 75, autoroute inter-États nord-sud majeure de l'Est des États-Unis. Sur un peu moins de 2 900 kilomètres (1 800 miles), l'autoroute passe dans 6 États entre la Floride et le Michigan, reliant la ville de Miami au Canada à Sault Sainte-Marie en traversant, entre autres, Atlanta, Cincinnati et Détroit.
Au Michigan, l'Interstate 75 connecte la plupart des grandes villes de l'État, notamment dans sa section au Sud-Est. Elle agit comme épine dorsale du réseau de transport routier de l'État, connectant avec l'ensemble des routes majeures du réseau, traversant entièrement dans un axe Nord-Sud l'agglomération de Détroit (et son centre-ville), et en traversant les villes de Flint et de Saginaw. Elle relie ces villes au Nord, soit à la partie boréale du Michigan continental (entre les lacs Michigan et Huron), et connecte à la péninsule supérieure du Michigan en passant sur le pont Mackinac. Encore plus au Nord, l'autoroute traverse la rivière Sainte-Marie à Sault Sainte-Marie, traversant la frontière canado-américaine et donnant accès à la route 17 d'Ontario et le Nord ontarien. 
À Détroit, le pont Ambassadeur, pilier des transports commerciaux entre le Canada et les États-Unis, rejoint directement l'Interstate 75, donnant facilement accès à Windsor et au Sud de l'Ontario.
Au Michigan, l'Interstate 75 parcourt une distance de 637 kilomètres (395 miles), soit la deuxième plus longue section intra-État de l'Interstate 75 après sa section en Floride. Elle est, par le fait même, la plus longue route continue sous un même numéro au Michigan, et est la seule autoroute à traverser l'entièreté de l'État du Nord au Sud ,.

## Description du tracé

### Ohio à Détroit

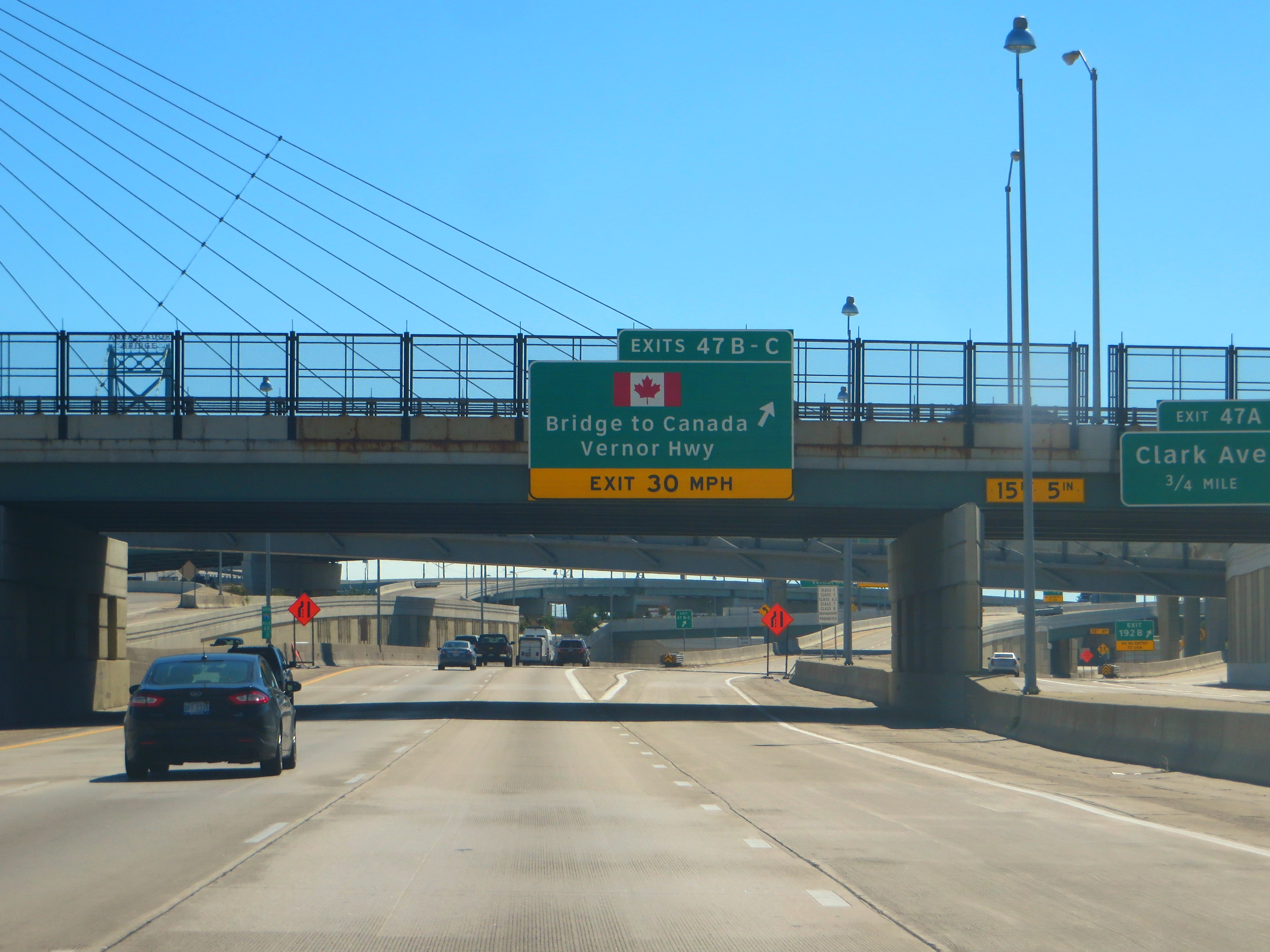
L'Interstate 75 direction sud, près de l'approche du pont Ambassadeur, au mile 47 à Détroit.

L'extrémité sud de l'Interstate 75 au Michigan se situe à la frontière avec l'État de l'Ohio, environ 5 miles (8 km) au Nord-Est de la ville de Toledo. L'I-75 débute sa route au Michigan en suivant de près les rives du lac Érié, à l'extrémité ouest du lac. L'I-75 est, dans ce corridor, une autoroute largement empruntée, lien principal vers Détroit en provenance de l'Est des États-Unis. Entre les miles 10 et 15, l'autoroute borde la ville de Monroe, puis possède une jonction avec l'Interstate 275 au mile 20, donnant accès aux banlieues ouest de Détroit. L'I-75, quant à elle, continue de suivre les rives du lac Érié, mais légèrement plus dans les terres pour les prochains 30 miles (48 km). Dès l'approche du mile 25, le territoire devient sururbain, passant dans les banlieues lointaines de Rockwood et de Woodhaven. Beaucoup d'industries sont présentes sur le territoire également. Plusieurs banlieues sont traversées entre les miles 35 et 43, où l'I-75 adopte une orientation vers le Nord-Est. Plusieurs larges raffineries et industries portuaires et manufacturières sont présentes dans la partie sud de Détroit, entre les miles 43 et 47. L'I-75 devient une artère majeure de circulation pour l'agglomération de Détroit. Au mile 47, le pont Ambassadeur connecte la 75 à l'Ontario, à Windsor, et ultimement à l'autoroute 401 et Toronto. Dans cet échangeur complexe entre la 75, les rues locales et le pont, les voies principales de l'autoroute bifuruqent pour adopter une orientation vers le Nord-Ouest. Moins d'un mile (1,6 km) plus loin, un échangeur est présent avec l'Interstate 96 (vers l'Interstate 94 et Chicago), ce point étant le terminus est de la 96, tandis que l'Interstate 75 (aussi nommée Fisher Freeway se dirige vers le Nord-Est pour les 3 prochains miles (4,8 km). Dans cette section, de multiples larges échangeurs autoroutiers permettent des connexions au centre-ville de Détroit (via la route 10 du Michigan et l'Interstate 375), ainsi qu'à tous les points bordant le centre-ville (Woodland Avenue, Gratiot Avenue et Grand River Avenue). Au Nord du centre-ville, à l'échangeur avec l'I-375, l'Interstate 75 tourne vers le Nord-Nord-Ouest en quittant le centre de Détroit,.

### Détroit à Flint

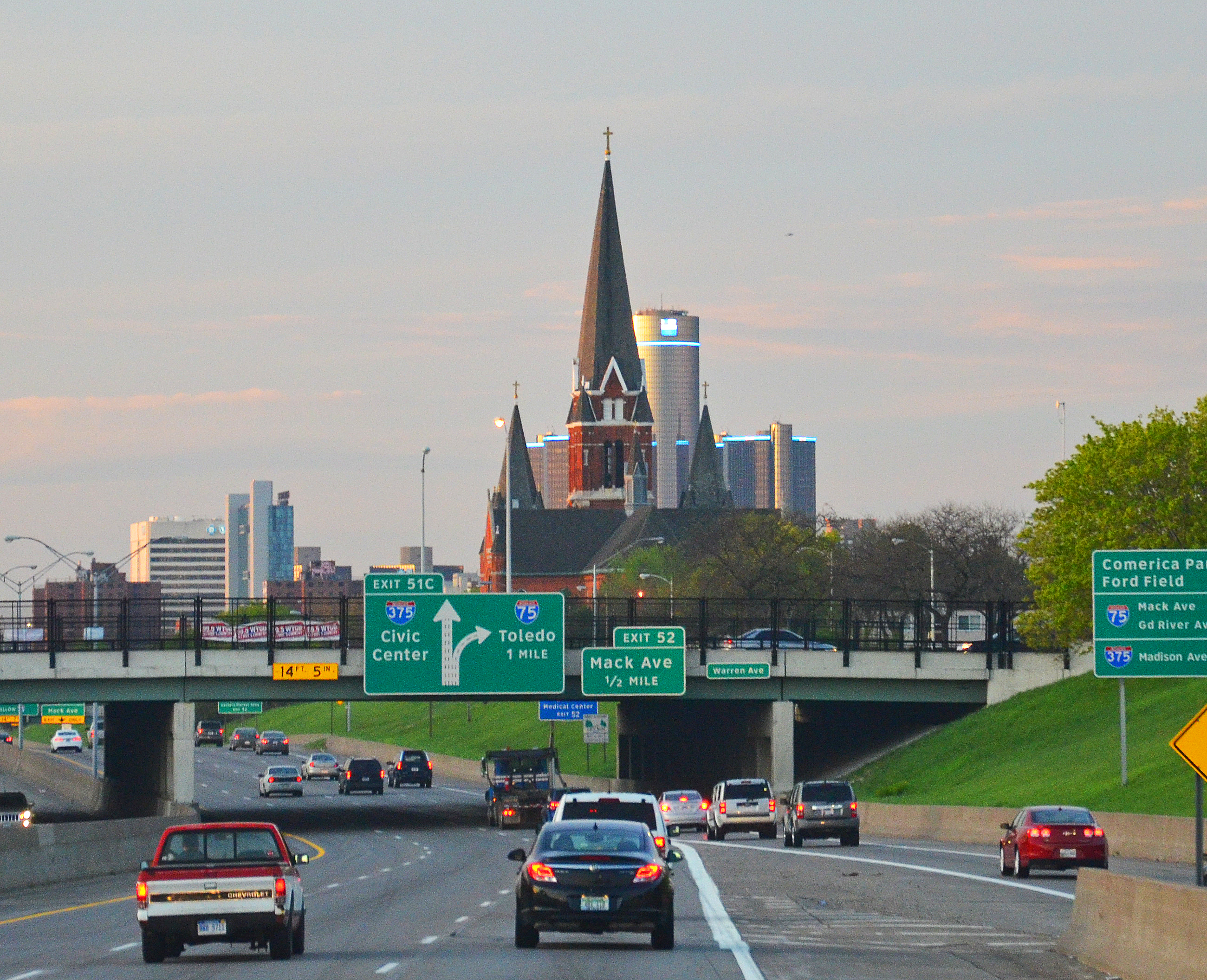
Le terminus sud de la Chrylser Freeway, à l'approche de l'échangeur avec l'Interstate 375 à Détroit.

Désormais nommée la Chrysler Freeway, la 75 se dirige vers le Nord-Nord-Ouest en étant l'artère principale reliant le centre de Détroit à toutes les localités au Nord et Nord-Est de la ville. De nombreux échangeurs sont présents entre les miles 52 et 59, permettant une connexion directe avec l'Interstate 94 (vers Chicago ou Port Huron/Sarnia), Caniff Avenue, Hamtramck, Highland Park et la route 8 (Davidson Avenue). Au mile 59, à la jonction avec la 8 Mile Road, l'Interstate 75 quitte le territoire desservi par la ville de Détroit, et se dirige vers le Nord en traversant les banlieues du Nord. Entre les miles 59 et 81, le territoire est largement urbanisé, et plusieurs échangeurs sont à nouveau présent pour offrir une connexion au réseau local. De toutes les banlieues traversées, notons la traversée de Royal Oak, Madison Heights, Troy et Auburn Hills. Au mile 61, un échangeur est présent avec l'Interstate 696 (autoroute contournant Détroit par le Nord), et au mile 77, un échangeur avec la section autoroutière de la route 59 donne accès à Pontiac. Par la suite, jusqu'au mile 92, la 75 passe à l'Est et au Nord de la ville de Waterford. C'est dès lors qu'elle quitte la grande agglomération de Détroit.

En quittant le grand Détroit, l'I-75 se dirige vers le Nord-Ouest, vers la partie centrale du Michigan. L'autoroute passe près des villes de Holly et de Grand Blanc, puis entre dans l'agglomération de la ville de Flint. L'Interstate 75 n'entre pas dans les limites de Flint, l'entrée se faisant par l'Interstate 475, une autoroute auxiliaire de la 75 permettant l'accès au centre de Flint des deux directions. Au mile 111, la 75 branche vers le Nord-Ouest pour éviter Flint, tandis que la 475 se dirige vers le Nord pour desservir le centre-ville. L'I-75 passe tout de même à proximité de l'aéroport international Bishop de Flint, puis croise l'Interstate 69 au mile 121, autoroute principale est-ouest de la région, donnant accès à Lansing, capitale du Michigan, à l'Ouest, et à Port Huron et Sarnia (Ontario) à l'Est. Entre les miles 121 et 125, l'I-75 passe dans une section légèrement urbanisée entre Flint et Flushing, puis croise à nouveau la 475 au mile 125. En se dirigeant plein Nord, l'I-75 quitte l'agglomération de Flint,. 

### Michigan central

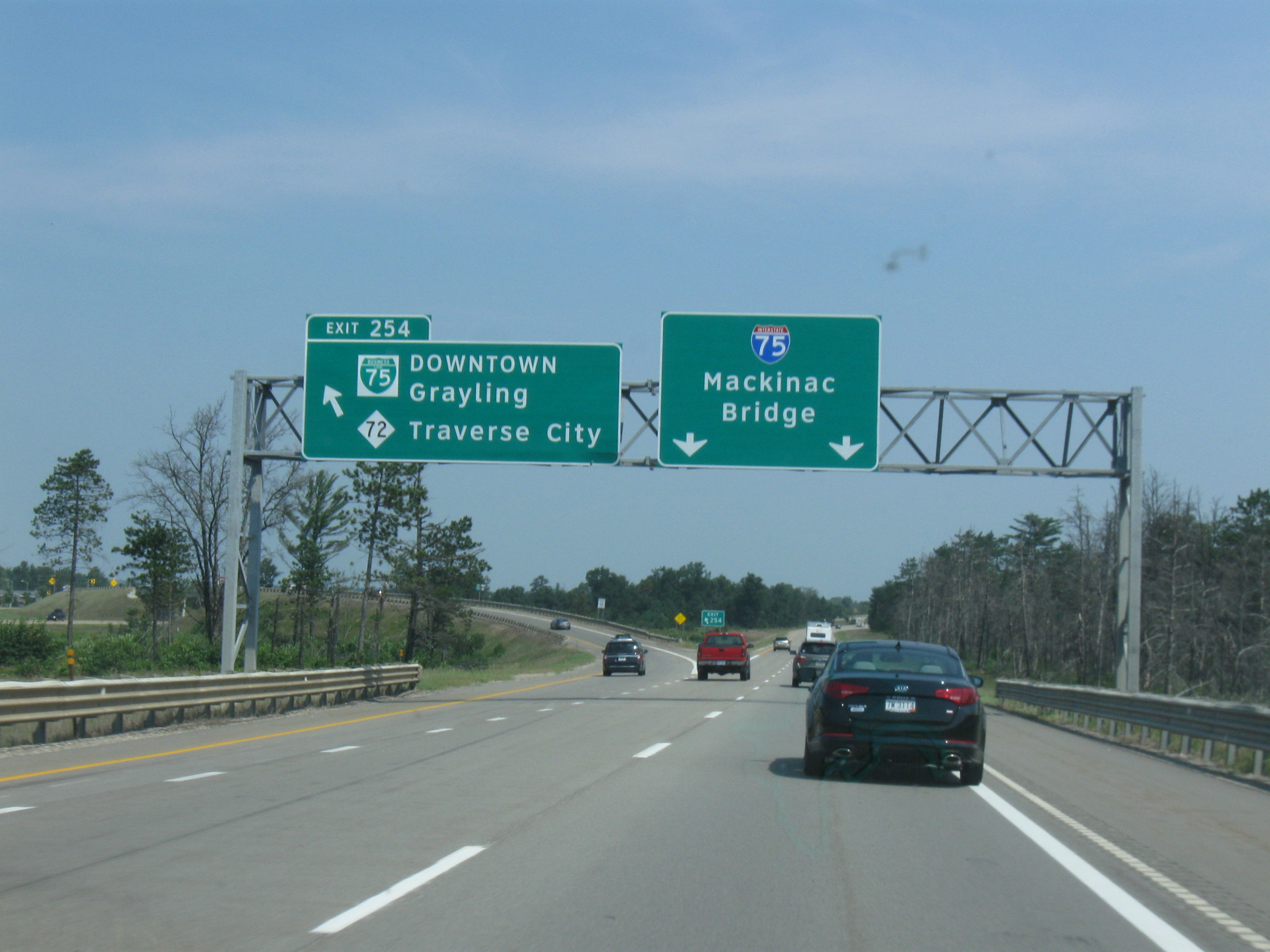
L'I-75 au mile 254 dans le Michigan central, environ 85 miles (137 km) au sud du pont Mackinac.

Le territoire traversé par l'autoroute devient davantage forestier au Nord de Flint. 20 miles (32 km) au Nord de la jonction avec l'Interstate 475, l'I-75 atteint Bridgeport et Buena Vista, villes banlieues de Saginaw. Au mile 150, l'Interstate 675 permet un accès au centre de Saginaw, tandis que l'I-75 reste à l'écart de la ville, traverse la rivière Saginaw au mile 153, et recroise l'I-675 permettant une connexion vers Saginaw en direction sud.
Au Nord de Saginaw, l'I-75 frôle les limites de la ville de Bay City, croise la U.S. Route 10 au mile 162 (donnant accès à Midland), puis continue sa route vers le Nord. Entre les miles 165 et 185, les voies sont situées à 4 miles (6,4 km) à l'Ouest des rives de la baie Saginaw, portion du lac Huron. Au mile 188, une jonction est possible avec la U.S. Route 23 et Standish. À partir de ce point, le territoire devient largement forestier et peu occupé, la 75 adoptant une orientation Nord-Ouest, vers les terres du Michigan central. Au mile 215, elle passe à l'Ouest de West Branch, tourne pour se diriger vers l'Ouest pendant 12 miles (19 km), puis tourne à nouveau vers le Nord pour passer à l'Est des lacs Houghton et Higgings. Au mile 244, elle atteint la communauté de Roscommon, et au mile 249, elle possède un échangeur avec la U.S. Route 127 (vers Mount Pleasant. À partir de ce point, l'I-75 est la seule autoroute à desservir le Nord de l'État.
La 75 poursuit son parcours vers le Nord, en traversant vallons et forêt dense, bordant les villages de Grayling (mile 254) et Gaylord (mile 282). À Gaylord, elle franchit le 45e parallèle nord. Pour les 30 prochains miles (48 km), le territoire est peu occupé. L'I-75 borde plusieurs lacs de la partie extrême au Nord du Michigan continental, osit les lacs Burt, Mullet et Carp. L'autoroute passe à plusieurs miles à l'Ouest de Cheboygan, puis descend pour atteindre Mackinaw City, sur les rives du Lac Huron. Au mile 336, une importante jonction est présente avec la U.S. Route 31 (terminus nord de la route), donnant accès à Traverse City et au Nord-Ouest de l'État le long du lac Michigan, puis au mile 339, l'autoroute croise la U.S. Route 23 (terminus nord de la route) vers Cheboygan et Alpena. Juste au Nord de Mackinaw City, l'autoroute 75 franchit le détroit de Mackinac sur le pont Mackinac, un long pont à péage ne possédant pas les standards autoroutiers américains (pas de médien central et voies très étroites),.

### Péninsule supérieure

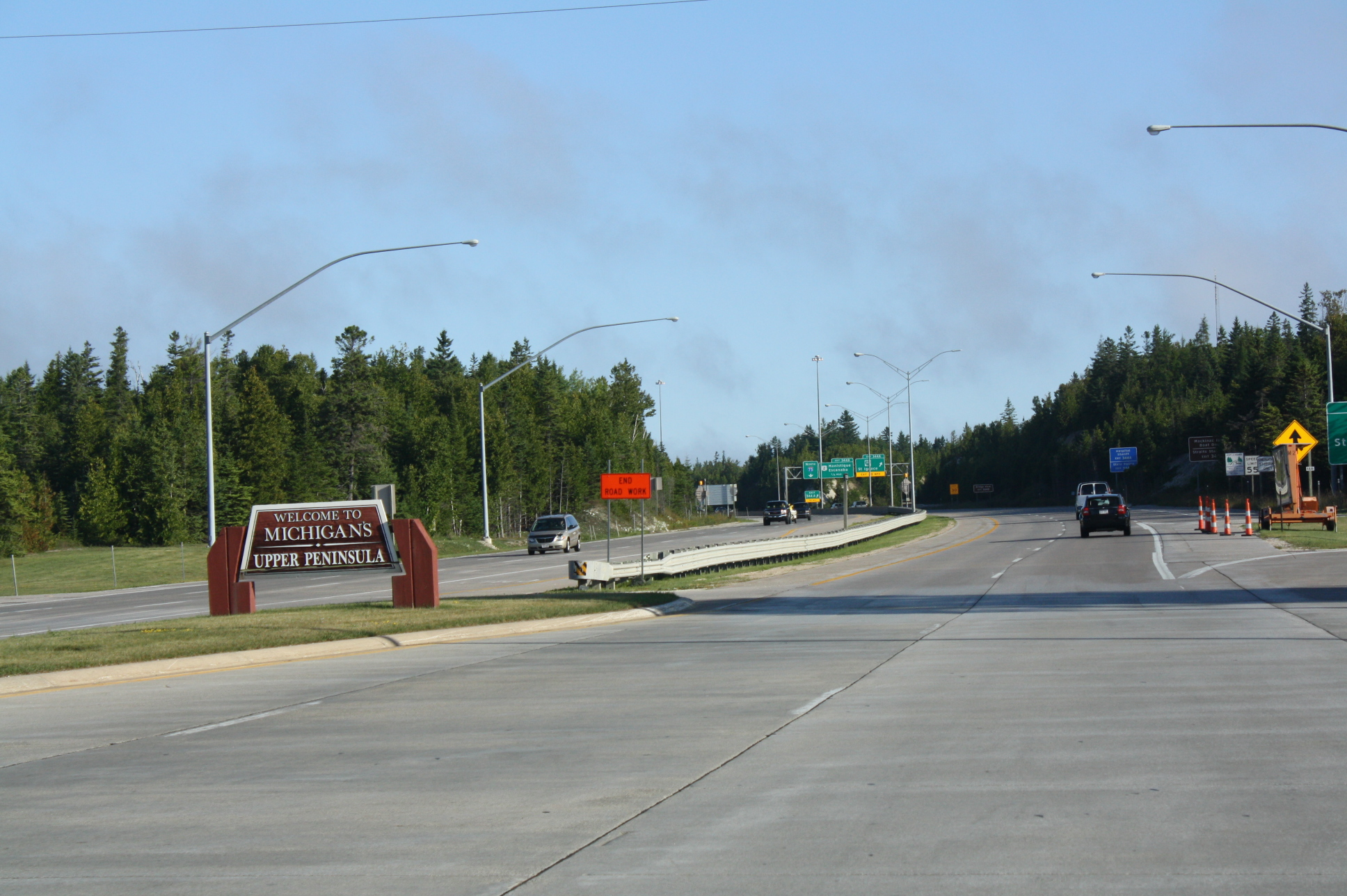
L'autoroute direction nord à la sortie du pont Mackinac, marquant l'entrée sur la péninsule supérieure du Michigan.

Après avoir traversé le détroit de Mackinac, l'I-75 entre dans la Péninsule supérieure du Michigan, partie terrestre la plus au Nord des États-Unis à l'Est du 87e méridien ouest, comprise entre les lacs Huron, Michigan et Supérieur. L'I-75 est la seule autoroute de la péninsule (à l'extrême est de celle-ci), tandis que le transport est-ouest se fait par la U.S. Route 2 et la route 28 du Michigan. 
Tout juste après le pont et le poste de péage, la U.S. Route 2 joint la 75 à Saint-Ignace. La 75 continue sa route vers le Nord en bordant les vies de la baie Saint-Martin (lac Huron), puis traverse la partie orientale de la péninsule entre les miles 359 et son terminus nord. Le territoire est largement innocupé et densément forestier. Au mile 378, l'autoroute passe près de l'aéroport international de Chippewa County, puis au mile 386, elle passe près de Dafter en croisant la route 28. 7 miles au Nord (11 km), elle atteint la ville de Sault Sainte-Marie, possède une station de péage et le poste frontalier en direction sud, puis embarque sur le pont international de Sault-Sainte-Marie, un pont à une seule voie reliant les deux villes de Sault Sainte-Marie (Michigan/Ontario) en traversant la rivière Saint-Marie et la frontière entre le Canada et les États-Unis. Ce point représente le terminus nord de l'ensemble du tracé de l'Interstate 75, en provenance de Miami, en Floride,.

## Historique

### Des sentiers amérindiens aux routes
Bien avant la construction d'autoroutes en Amérique, les premières voies de transport suivaient le tracé emprunté par les routes de colonisation amérindiennes, notamment le sentier Français-Indien entre Toledo et Détroit, le long du lac Érié, et le sentier Saginaw entre Détroit et Saginaw. Ce sentier suivait le tracé actuel de l'I-75, légèrement plus à l'Ouest. Le sentier Cheboygan, quant à lui, suivait le tracé actuel de l'autoroute entre West Branch et l'Ouest de Cheboygan, dans le Centre-Nord de l'État. Du côté de la péninsule supérieure, le sentier Mackinaw connectait Saint-Ignace à Sault Sainte-Marie. Au XIXe siècle, le Michigan mis sous contrat plusieurs compagnies privées pour transformer et remplacer ces sentiers en route utilisable pour le transport plus efficace des biens et marchandises. Ces routes étaient majoritairement construites en bois, mais le gravier était également utilisé comme revêtement. Seuls quelques sentiers ont été convertis en route dès le début du XXe siècle. Le reste des tronçons de sentier non-convertis ont été achetés par l'État ou par les compagnies de chemin de fer au début des années 1900. 

Le State Trunkline Highway System a été formé en 1913, et plusieurs sections du système ont été désignées comme emprise de l'actuelle Interstate 75. La division 1 reliait l'Ohio à Détroit, la division 2 reliait Détroit à Mackinaw City, tandis que la division 7 reliait Saint-Ignace à Sault Sainte-Marie. La numérotation des routes et leur signalisation débuta en 1919, en plus de leurs apparitions sur les cartes. Plusieurs routes empruntaient ainsi approximativement le parcours actuel de la 75, notamment les routes 10 (Ohio-Détroit-Standish et Cheboygan-Mackinaw City), 76 (Standish-Grayling), 14 (Grayling-Cheboygan) et 12 (Saint-Ignace–Sault Sainte-Marie) à l'Est du sentier Mackinaw original. Lorsque le système des routes numérotées des États-Unis apparut en 1926, la plupart de ces routes changèrent de juridiction et passèrent sous juridiction fédérale/nationale, notamment les U.S. Routes 10, 24 et 25 au Sud de Grayling. Entre Grayling et le détroit de Mackinac, la route fut désignée U.S. Route 27, tandis qu'entre Saint-Ignace et Sault Sainte-Marie, la route 14 devint une partie de la U.S. Route 2, mais une partie de la route changea à nouveau de numéro pour devenir la route 121 du Michigan en 1933, la U.S. Route 2 terminant à Saint-Ignace,.

### Les autoroutes et lesTurnpikes

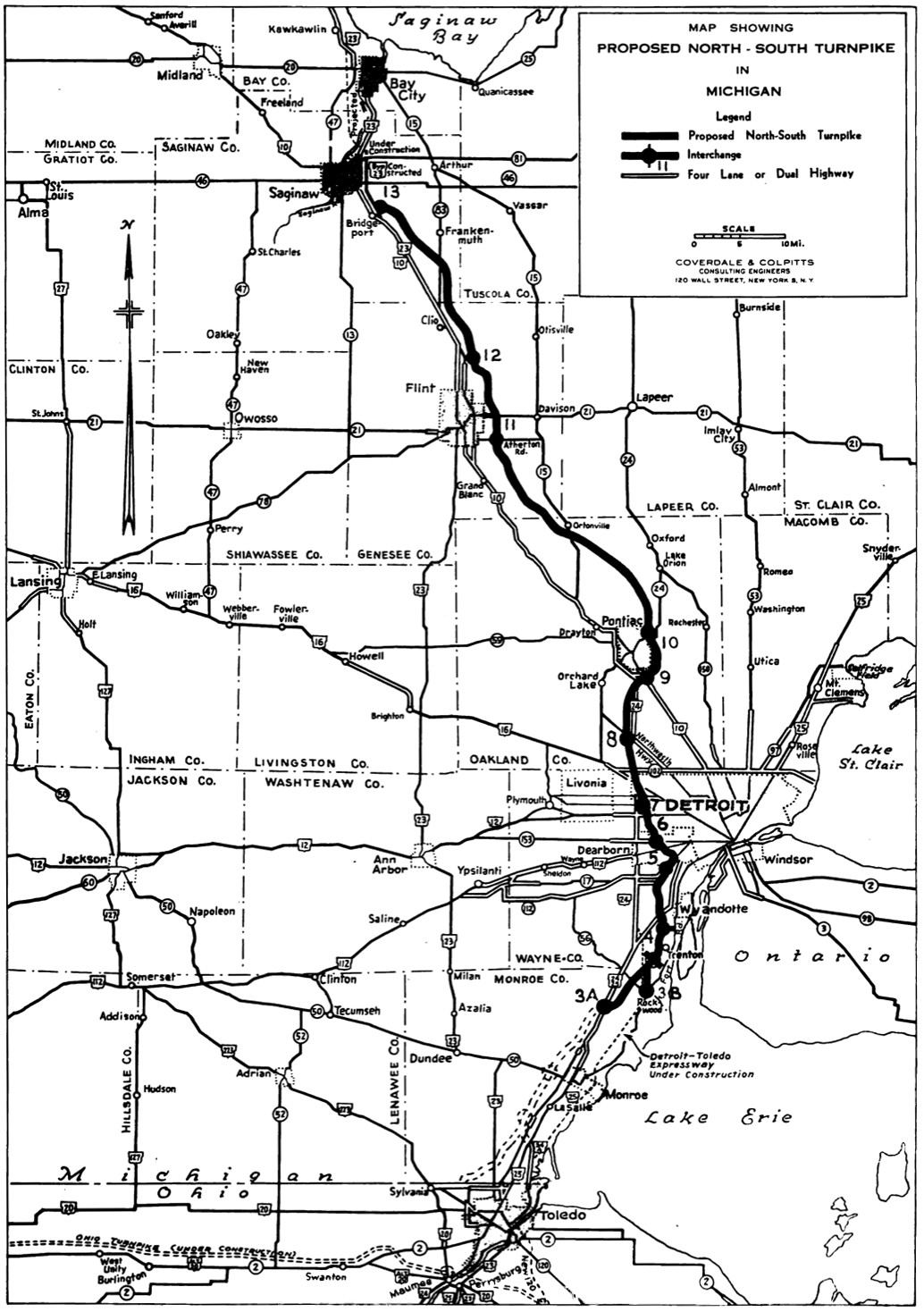
Le tracé proposé du Michigan Turnpike, en 1955.

En 1945, une autoroute à chaussées séparées fut construite entre la frontière avec l'Ohio et Erie. Après la Seconde Guerre mondiale, le ministère des transports du Michigan planifia le remplacement de plusieurs routes en autoroutes. Le tracé de l'Interstate 75 apparut dans les documents gouvernementaux en 1955. 
L'Autorité des Turnpike du Michigan vit le jour en 1951, proposant la construction d'une autoroute entièrement à péage (un Turnpike) entre Bridgeport et Rockwood. L'opposition était vive, notamment de la part des camionneurs et de la ville de Détroit, qui empêcha le Turnpike de passer sur le territoire de la ville en raison de contraintes d'espace. L'Autorité gagna en cours, et les droits étaient autorisés dès 1955 pour des autoroutes à péage entre Bridgeport et Rockwood, ainsi qu'entre Détroit et Chicago. 

Le tracé proposé du Turnpike passait à l'Ouest de Détroit (le long de l'actuelle U.S. Route 24), chemin devant être emprunté par l'Interstate 75, tandis que l'actuelle route dans Détroit devait faire partie de l'Interstate 275. De plus, le tracé fut élargi pour le Michigan Turnpike, de Toledo en Ohio jusqu'à la hauteur du détroit de Mackinac. Cependant, plusieurs projets de l'Autorité furent annulés dans les années qui ont suivi, notamment en raison de la pression exercée par le gouvernement fédéral et le Federal Aid Highway Act de 1956. De cet acte, une autoroute sans péages traversant l'entièreté du Michigan du Nord au Sud était sur la table. À la suite d'années de survie, l'Autorité fut dissoute en 1962 par un vote éliminant l'acte de création de l'Autorité.

### Ère des Interstates

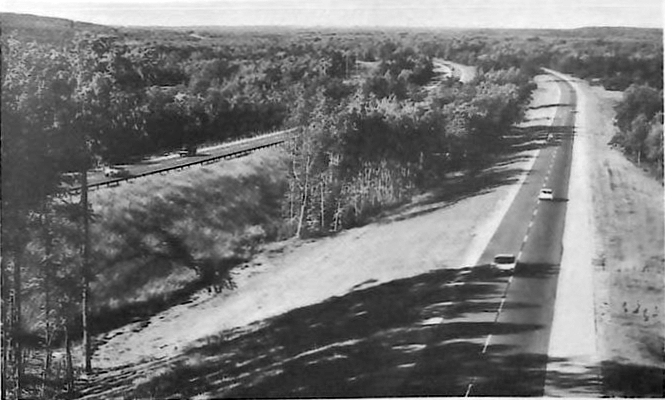
L'I-75 près de Cheboygan, en 1963.

Les premières sections de l'Interstate 75 à voir le jour ont été celles près de la frontière avec l'Ohio (1957) et le pont Mackinac et ses approches (1957). Le numéro 75 fut désigné pour l'autoroute en planification dès 1958. Dès cette année, une portion de l'autoroute entre Clio et Fenton ouvrit, tandis qu'en 1959, la Chrysler Freeway commença à être construite au Nord de Détroit. Les premiers panneaux de signalisation de la 75 furent installés entre l'Ohio et Détroit en 1959, après l'accord de la numérotation par le ministère de transports du Michigan, remplaçant la U.S. Route 24 dans le secteur de Monroe. 
En 1960, d'autres sections furent ouvertes, notamment de Indian River au pont Mackinac, de Saint-Ignace à Evergreen Shores, puis jusqu'à la route 123 en décembre de cette année. 
En 1961, l'autoroute fut construite par segments entre Saginaw et Kawkawlin, dans les environs de Grayling, et entre Kinross et Dafter dans la péninsule supérieure. L'autoroute empruntait un segment de la U.S. Route 27 entre Indian River et Grayling, une situation réglée en 1962. Dans la même année, le pont international à Sault Sainte-Marie fut ouvert. 
Plusieurs portions ont été ouvertes en 1963 à Détroit, en plus des dernières sections de la péninsule supérieure joignant les deux sections précédemment ouvertes. La section de l'autoroute dans le Nord de l'État fut nommée le magazine Parade la même année. Dans les prochaines années, la Chrysler Freeway fut construite par étapes jusqu'en 1969. En 1970, l'ensemble de l'autoroute était complété dans Détroit, et dans les années qui ont suivi, les sections manquantes entre Bay City et Grayling ont été construites, complétant l'ensemble du tracé de l'autoroute au Michigan. Quelques changements ont vu le jour depuis la finalisation de l'autoroute, notamment l'élargissement entre Flint et Bay City à 6 voies, la construction du pont de Zilwaukee et les coupures des U.S. Routes 2 et 10 le long du parcours de l'autoroute dans les années 1980. En 2017, la limite de vitesse fut augmentée de 70 mph (113 km/h) à 75 mph (121 km/h) entre Bay City, excepté la section sur le pont Mackinac.

### Projet Gateway

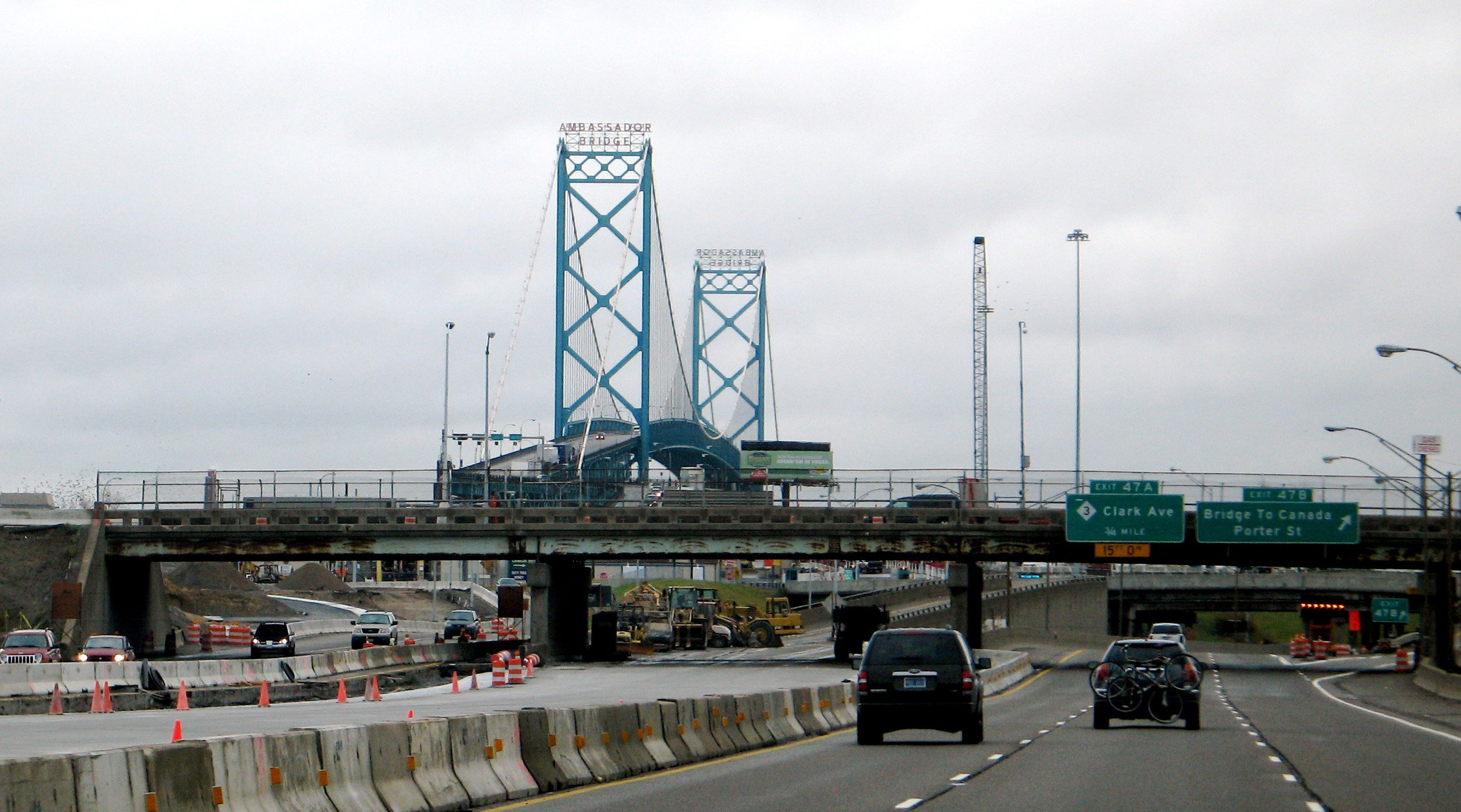
Le projet de construction Gateway, en 2007.

Dès le 25 février 2008, l'Interstate 75 fut fermée dans les deux direections entre les miles 47 et 49 à Détroit, près des approches et des connexions au pont Ambassadeur. Un vaste projet de reconstruction des bretelles et des échangeurs I-75/pont Ambassadeur/I-94/I-96 prit place. Les détours étaient mis en place par les Interstates 94 et 275, en plus de plusieurs détours sur le réseau local. L'autoroute ouvrit à nouveau en 2009, avant la date d'ouverture prévue, et le projet prit fin en 2012.

## Autoroutes auxiliaires
Au Michigan, l'Interstate 75 possède quatre autoroutes auxiliaires :
- L'Interstate 275 passe à l'Ouest du centre urbain de Détroit, près de l'aéroport international de Détroit/Wayne County et de Livonia.
- L'Interstate 375 est une courte autoroute connectrice qui permet de relier l'Interstate 75 directement au centre-ville de Détroit par l'Est.
- L'Interstate 475 est une autoroute connectrice reliant la 75 au centre-ville de Flint, dans les deux directions.
- L'Interstate 675 est une courte autoroute formant également une boucle, connectant l'Interstate 75 au centre de la ville de Saginaw[3].

## Disposition des voies
Au Michigan, l'Interstate 75 est une large autoroute dans la moitié sud de l'État. Entre la frontière avec l'Ohio et le mile 43 à Détroit, l'autoroute possède 6 voies (3-3), puis s'élargit à 8 voies jusqu'au mile 47, à l'échangeur avec le pont Ambassadeur. Entre les miles 47 et 51, en contournant le centre-ville, un réseau de voies directes et de voies connectrices sont présentes à travers les échangeurs, chacune possédant généralement 3 voies (3-3-3-3). Lorsque la 75 emprunte la Chrysler Freeway, elle devient une autoroute à 8 voies (4-4) en quittant le centre de Détroit par le Nord, et ce, jusqu'au mile 61, à l'échangeur avec l'Interstate 696, où elle devient brièvement une autoroute à 6 voies (3-3). Entre ce point et le mile 75 près de Troy, elle possède généralement 6 voies (3-3), mais est en construction pour être élargie à 8 voies (4-4). En contournant Pontiac par le Nord-Est, elle possède 8 voies (4-4), jusqu'au mile 82, où elle devient une autoroute à 6 voies (3-3). Elle maintient cette disposition pendant 27 miles (44 km), à la jonction avec l'Interstate 475, où elle possède par la suite 4 voies (2-2) jusqu'au mile 114. Entre ce point est la seconde jonction avec l'I-475, au Nord-Ouest de Flint, elle possède 6 voies (3-3), puis devient une large autoroute à 8 voies (4-4), à nouveau, pour 24 miles (38 km). Au mile 149, elle rétrécit à 6 voies (3-3) entre ce point et le mile 155, au Nord-Est de Saginaw, puis possède encore 8 voies (4-4) pous les 9 prochains miles (14 km). 
Au mile 164, au Nord-Ouest de Bay City, elle passe subitement à une autoroute typique à 4 voies (2-2), et ce, pour l'ensemble du reste de la traversée du Michigan, incluant le pont Mackinac. À Sault Sainte-Marie, en empruntant le pont international de Sault Sainte-Marie, elle a la particularité d'avoir seulement une seule voie par direction sur le pont, la seule instance d'une autoroute inter-États américaine ne possédant qu'une seule voie, mise à part une portion de l'Interstate 93 dans le Nord du New Hampshire.

## Aires de service
Plusieurs aires de service (avec aire de repos et toilettes) sont présentes le long du parcours de l'Interstate 75 au Michigan.
- Au mile 12, au Sud de Monroe, en direction nord (centre d'information touristique) ;
- Au mile 95, au Nord-Ouest de Waterford, dans les deux directions ;
- Au mile 130, près de Clio, dans les deux directions ;
- Au mile 159, en direction sud, entre Saginaw et Bay City ;
- Au mile 176, en direction nord, au Nord-Ouest de Linwood ;
- Au mile 201, en direction sud, au Sud-Ouest de Alger ;
- Au mile 211, en direction nord, au Sud de West Branch ;
- Au mile 232, en direction sud, au Nord de Prudenville ;
- Au mile 253, en direction nord, au Sud de Grayling ;
- Au mile 263, en direction sud ;
- Au mile 277, en direction nord, au Sud de Gaylord ;
- Au mile 287, en direction sud, au Nord de Gaylord ;
- Au mile 317, en direction nord, au Nord de Topinabee ;
- Au mile 327, en direction sud ;
- Au mile 339, en direction nord (centre d'information touristique), avant le pont Mackinac ;
- Au mile 345, en direction sud (centre d'information touristique), avant le pont Mackinac ;
- Au mile 350, en direction sud, au Nord-Ouest de Saint-Ignace ; et
- Au mile 391, en direction nord, au Sud de Sault Sainte-Marie.

## Architecture

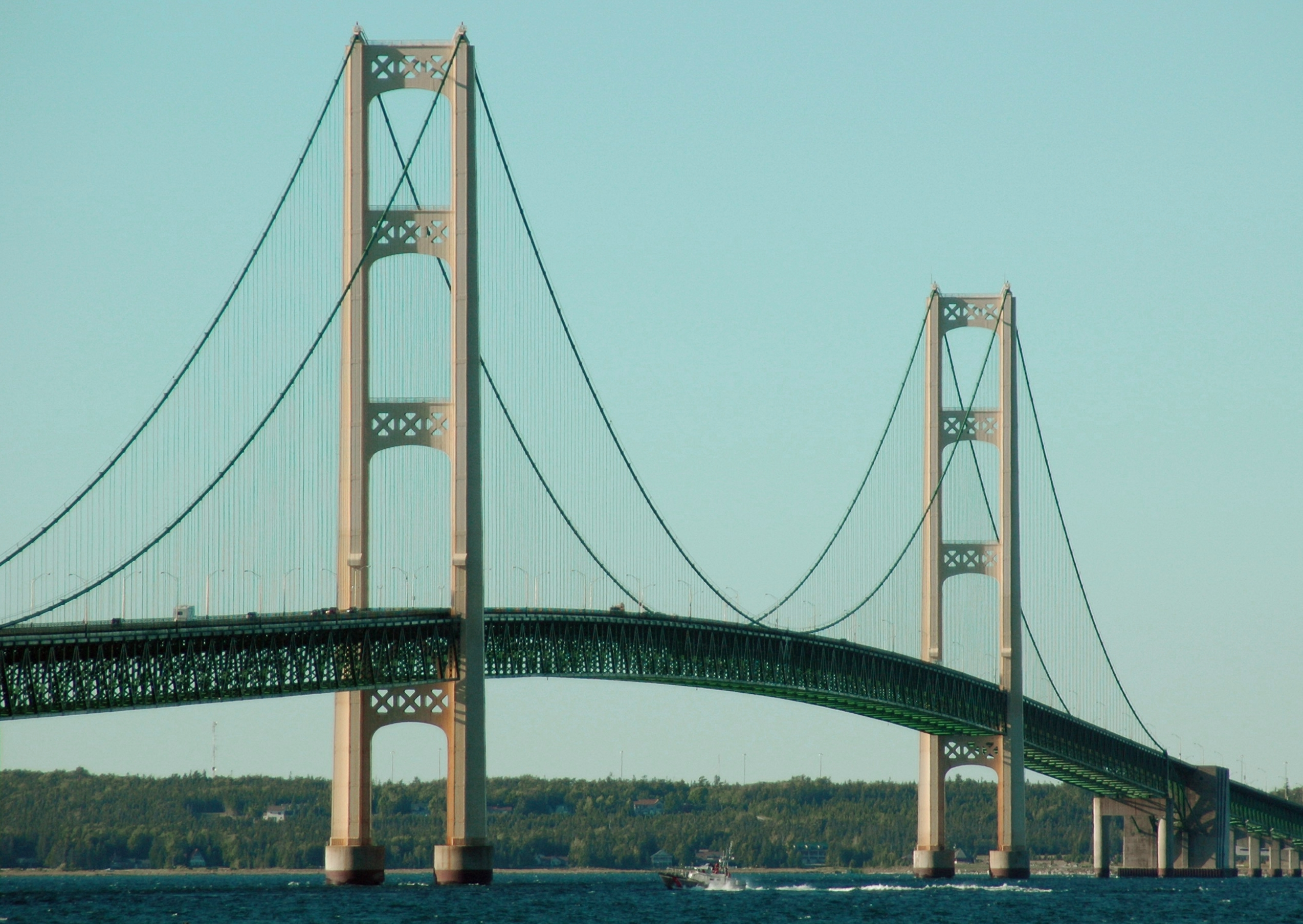
Le pont Mackinac, franchissant le détroit de Mackinac.

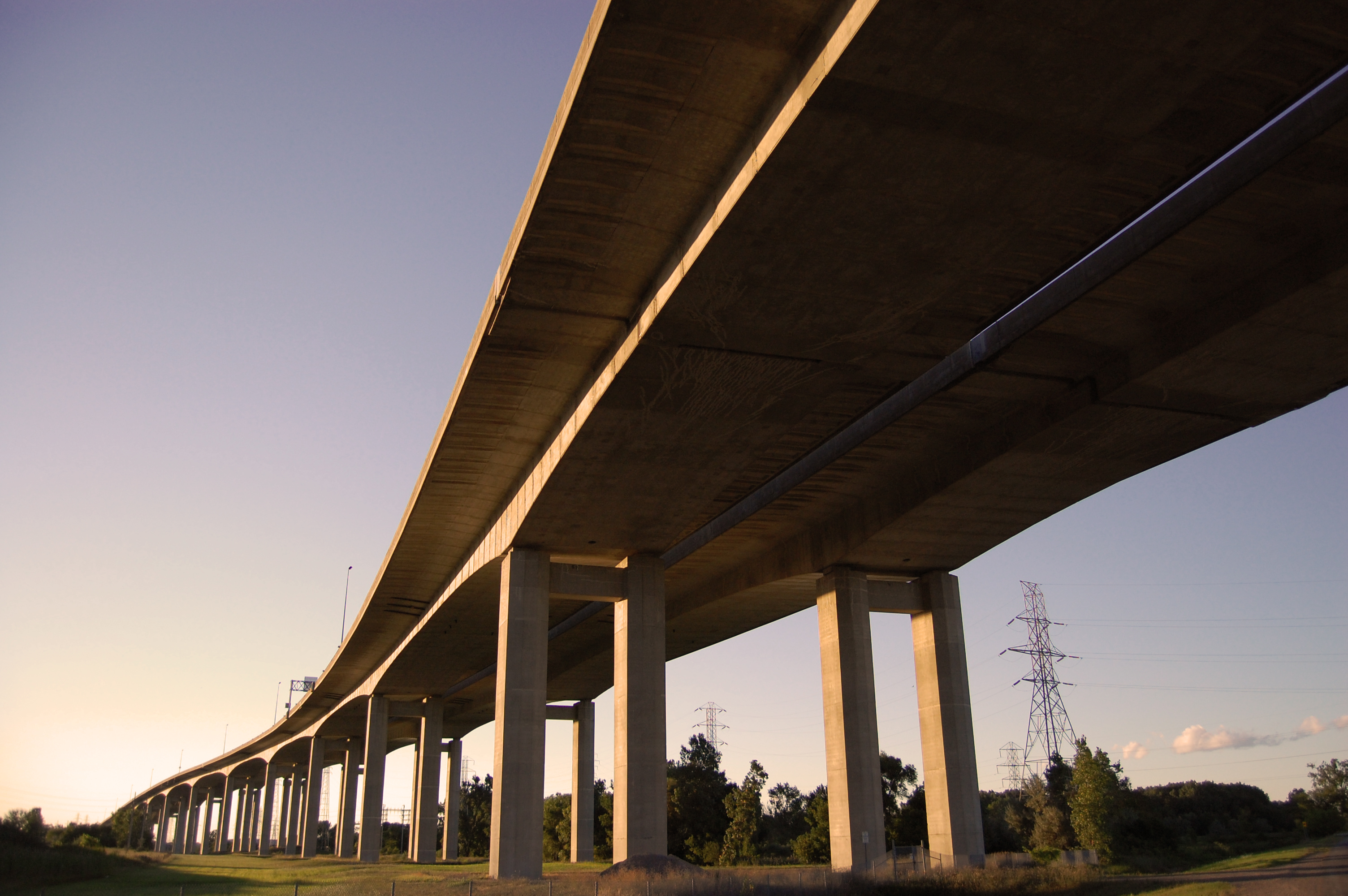
Le pont Zilwaukee, au Nord-Est de Saginaw.

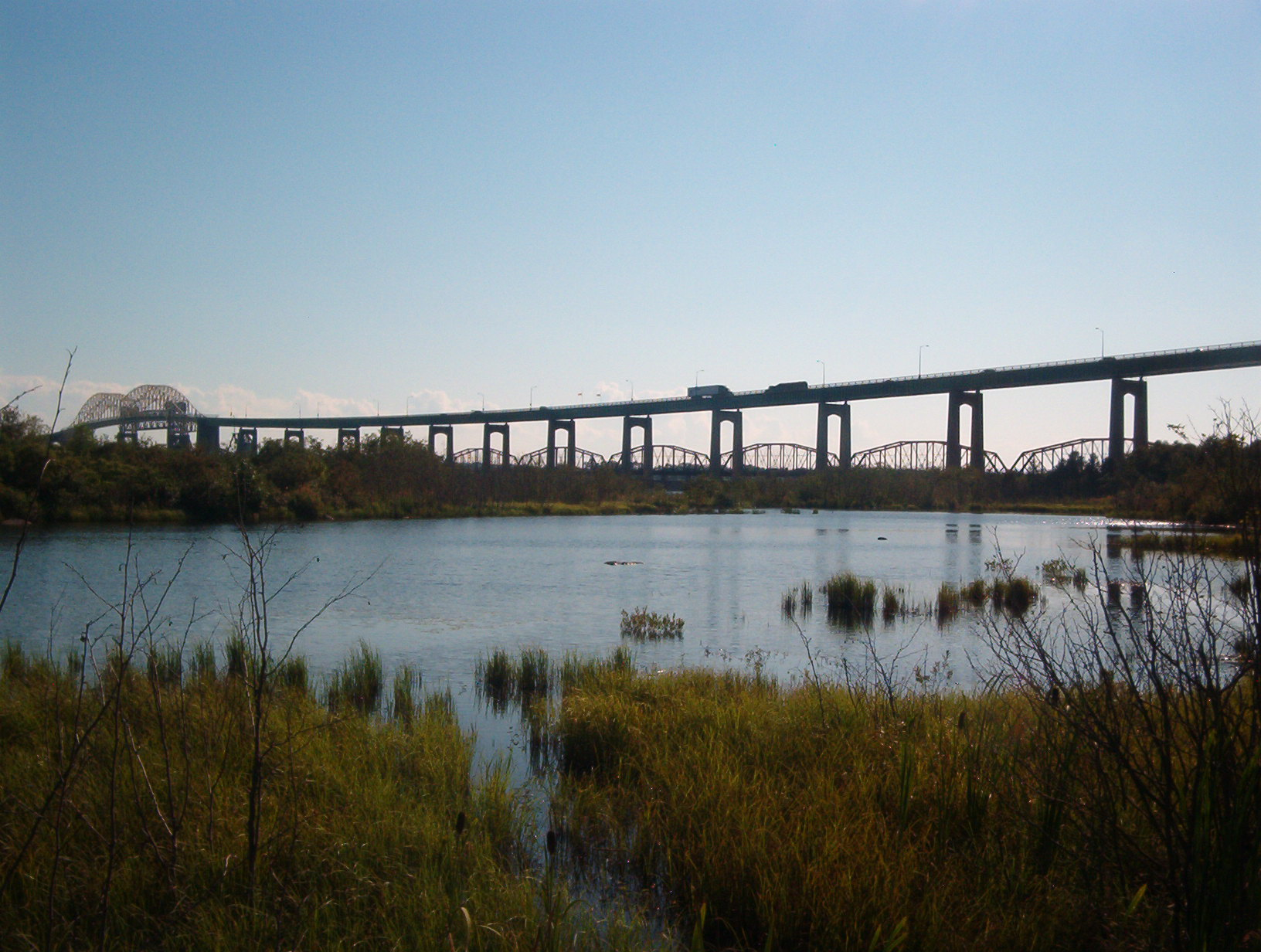
Le pont international à Sault Sainte-Marie, soit le terminus nord de l'Interstate 75.

Trois pont notables permettent à l'Interstate 75 de franchir l'ensemble du Michigan du Sud au Nord.
Le premier pont important est situé à Saginaw, franchissant la rivière du même nom, aussi connu sous le nom du pont Zilwaukee. Le pont original, construit dans les années 1960, était un pont à bascule pour laisser passer les bateaux, résultant en plusieurs congestions monstres. Un nouveau pont fut approuvé pour être construit en 1974, la construction débutant en 1979. Une partie du pont en construction céda sous le poids d'équipements trop lourds en 1982. Le pont fut finalisé en 1988 au coût de 131,3 millions de $ USD, soit 56,7 millions de $ USD de plus qu'anticipé. Encore aujourd'hui, il s'agit du pont de béton par segments le plus large des États-Unis.
Le pont Mackinac est une œuvre d'ingénierie permettant de relier le Michigan continental à la péninsule supérieure du Michigan. En 1923, un service de traversier permettait aux voitures de traverser le détroit de Mackinac pour rejoindre la péninsule supérieure. Une équipe fut formée en 1934 pour planifier la construction d'un lien fixe entre les deux rives. Le plan initial consistait à lier Cheboygan à Saint-Ignace en passant par plusieurs îles. Le gouvernement américain rejeta le projet. Une seconde idée de tracé émergea par la suite, soit un lien plus court entre Mackinaw City et Saint-Ignace, dont l'architecture serait inspirée du pont Tacoma Narrows. Cependant, l'effondrement de ce pont et la Seconde Guerre mondiale ont repoussé tout projet de construction. En 1952, le projet réémerga. La construction débuta en 1954 et le pont ouvrit le 1er novembre 1957, avec des travaux supplémentaires jusqu'en 1958. Le pont comprend une section suspendue longue de 1 200 mètres reliée par deux sections longues de 1 800 mètres. Le pont, d'une longueur de 2,6 kilomètres, était le plus long pont de ce genre à son ouverture. La longueur totale de la structure dépasse cependant 8 kilomètres (en considérant les approches), avec deux tours hautes de 169 mètres, les voies de circulation étant situées à une hauteur de 47 mètres au-dessus des eaux. La superstructure fut nommée projet d'ingénierie civil numéro 1 du siècle au Michigan, puis elle fut nommée monument d'ingénierie civil historique national en 2010.
Le dernier pont majeur de l'I-75 est situé à Sault Sainte-Marie, à la frontière canado-américaine, soit le pont international. Les agences des gouvernements canadien et américain ont formé une autorité commune pour construire le pont en 1935. La construction débuta 25 ans plus tard, en 1960. Le pont est long de 4,8 kilomètres (3 miles), passant au-dessus de la rivière Saint-Marie et des canaux  navigables reliant les lacs Supérieur et Huron. L'approche canadienne est longue de 897 mètres, tandis que l'approche américaine est longue de 753 mètres. Le pont a été construit par la même firme que celle ayant construit le pont Mackinac. Le 31 octobre 1962, le pont ouvrit à la circulation, avec un coût total de construction s'élevant à 20 millions de $ USD.

## Connexions internationales
L'Interstate 75 au Michigan possède deux connexions internationales directes avec le Canada. La première est la connexion au pont Ambassadeur, juste au Sud du centre-ville de Détroit, à la hauteur du mile 47. Le pont est directement accessible à partir de bretelles émergeant de l'Interstate 75 dans les deux directions. Du côté américain, un vaste poste de péage, en plus des douanes américaines, sont présentes. Du côté canadien, le pont connecte à la route 3 d'Ontario, au réseau local de Windsor, et, plus loin, à l'autoroute 401, principale autoroute est-ouest du Sud ontarien, donnant accès à l'ensemble du corridor urbain de Windsor-Québec, incluant Toronto, Ottawa et Montréal.
Au terminus nord de l'autoroute, à Sault Sainte-Marie, le pont International relie à la ville du même nom en Ontario. Le poste de péage est situé du côté américain, tandis que du côté canadien, seul un accès au réseau local est possible. Après avoir traversé les rues de la ville, une connexion à la route 17 d'Ontario permet de rejoindre Thunder Bay ou Sudbury.

## Liste des échangeurs
| Liste des échangeurs de l'Interstate 75 au Michigan                        | Liste des échangeurs de l'Interstate 75 au Michigan | Liste des échangeurs de l'Interstate 75 au Michigan | Liste des échangeurs de l'Interstate 75 au Michigan | Liste des échangeurs de l'Interstate 75 au Michigan | Liste des échangeurs de l'Interstate 75 au Michigan |
| Emplacement                                                                | Mile                                                | km                                                  | # | Intersection/Destinations | Notes |
| -------------------------------------------------------------------------- | --------------------------------------------------- | --------------------------------------------------- | --- | --- | --- |
| Frontière Ohio–Michigan                                                    | 0,00                                                | 0,00                                                | I-75 sud, Lake Erie Circle Tour – Toledo (OH) | I-75 sud, Lake Erie Circle Tour – Toledo (OH) | Extrémité sud de l'Interstate 75 au Michigan; Chevauchement avec le Lake Erie Circle Tour |
| Erie                                                                       | 1,59                                                | 2,55                                                | 2 | Summit St. (US-24 Alt sud) – Erie, Shoreland | Sortie direction sud et entrée direction nord seulement |
| Erie                                                                       | 2,55                                                | 4,10                                                | 2 | Summit Street nord – Erie, Temperance | Sortie direction nord et entrée direction sud seulement |
| Erie                                                                       | 4,61                                                | 7,42                                                | 5 | Erie Rd. – Erie, Temperance | |
| Luna Pier                                                                  | 5,79                                                | 9,31                                                | 6 | Luna Pier Rd. – Luna Pier | |
| La Salle                                                                   | 8,63                                                | 13,89                                               | 9 | South Otter Creek Rd. – La Salle | |
| Monroe                                                                     | 11,36                                               | 18,28                                               | 11 | La Plaisance Rd. – Monroe | |
| Monroe                                                                     | 13,45                                               | 21,65                                               | 13 | Front St. – Monroe | |
| Monroe                                                                     | 13,58                                               | 21,86                                               | 14 | Elm Ave. – Monroe | |
| Frenchtown                                                                 | 15,23                                               | 24,51                                               | 15 | Dixie Hwy. – Monroe, Detroit Beach, Woodland Beach | |
| Frenchtown                                                                 | 18,04                                               | 29,03                                               | 18 | Nadeau Rd. – Maybee, Woodland Beach | |
| Frenchtown                                                                 | 20,31                                               | 32,69                                               | 20 | I-275 nord – Ann Arbor, Flint, Aéroport international de Détroit-Wayne County | Terminus sud de la I-275; Voie de contournement Ouest de Détroit; Vers I-94 et I-96 ouest |
| Newport                                                                    | 21,46                                               | 34,54                                               | 21 | Swan Creek Rd., Newport Rd. – Newport, Estral Beach | |
| South Rockwood                                                             | 26,34                                               | 42,39                                               | 26 | S. Huron River Dr. – South Rockwood | |
| Rockwood                                                                   | 27,68                                               | 44,55                                               | 27 | N. Huron River Dr. – Rockwood | |
| Flat Rock                                                                  | 27,68                                               | 44,55                                               | 28 | MI-85 nord (Fort St., Lake Erie Circle Tour) – Trenton, Grosse Ile | Sortie direction nord et entrée direction sud seulement; extrémité nord du chevauchement avec le Lake Erie Circle Tour |
| Flat Rock                                                                  | 28,82                                               | 46,39                                               | 29AB | Gibraltar Rd. – Flat Rock, Gibraltar | En direction sud, sortie signalisée 29A vers l'Est (Gibraltar) et 29B vers l'Ouest (Flat Rock) |
| Woodhaven                                                                  | 31,82                                               | 51,21                                               | 32AB | West Rd. – Trenton, Woodhaven, Grosse Ile | Sortie signalisée 32A vers l'Est (Trenton) et 32B vers l'Ouest (Woodhaven) |
| Brownstown                                                                 | 33,71-34,01                                         | 54,25-54,74                                         | 34AB | Dix-Toledo Hwy., Sibley Rd. – Riverview, New Boston | Deux sorties en direction sud (34A, Dix-Toledo Hwy., et 34B, Sibley Rd.); L'ensemble des destinations accessibles par la sortie 34 en direction nord |
| Taylor                                                                     | 34,79                                               | 56,00                                               | 35 | Connexion vers US-24 (Telegraph Rd.) – Taylor | Sortie direction nord (vers US-24 nord) et entrée direction sud (de la US-24 sud) seulement |
| Taylor                                                                     | 35,96                                               | 57,87                                               | 36 | Eureka Rd. – Taylor, Southgate | |
| Southgate                                                                  | 37,06                                               | 59,64                                               | 37 | Allen Rd., Northline Rd. – Taylor, Southgate, Wyandotte | |
| Lincoln Park                                                               | 39,88                                               | 64,17                                               | 40 | Dix Ave. – Lincoln Park, Allen Park | Accès unidirectionnel seulement (sud à sud et nord à nord) |
| Lincoln Park                                                               | 40,70                                               | 65,50                                               | 41 | MI-39 (Southfield Hwy.) – Lincoln Park, Allen Park | Vers I-94 ouest |
| Melvindale                                                                 | 41,83                                               | 67,31                                               | 42 | Outer Dr. – Ecorse, Melvindale | |
| Détroit                                                                    | 43,00                                               | 69,20                                               | 43AB | MI-85 (Fort St., Lake Erie Circle Tour sud), Oakwood Blvd., Schaefer Hwy. – Lincoln Park, Dearborn | Sortie numérotée 43A vers la MI-85 et 43B vers la Schaefer Hwy.; Extrémité sud du chevauchement avec le Lake Erie Circle Tour |
| Détroit                                                                    | 44,86                                               | 72,20                                               | 44 | Dearborn St. – River Rouge, Dearborn | Sortie direction nord et entrée direction sud seulement |
| Détroit                                                                    | 45,59                                               | 73,38                                               | 45 | MI-85 (Fort St.), Springwells St. | |
| Détroit                                                                    | 45,7                                                | 73,6                                                | (46) | Vers ON-401 (Approche du pont Gordie Howe) – Windsor (ON), London (ON), Toronto (ON) | Futur échangeur dont l'ouverture est prévue en 2024; Anciennement, la sortie 46 donnait accès à Livernois Ave. |
| Détroit                                                                    | 47,28                                               | 76,09                                               | 47A | Clark St. | |
| Détroit                                                                    | 48,02                                               | 77,28                                               | 47B | Pont Ambassadeur (Canada), vers ON-3 (Huron Church Rd.) et ON-401, Lake Erie Circle Tour – Windsor (ON), London (ON), Toronto (ON)                                                                                 | Seul accès au Canada pour les camions dans la région de Détroit; Extrémité nord du chevauchement avec le Lake Erie Circle Tour; Sortie signalisée comme Bridge to Canada |
| Détroit                                                                    | 48,06                                               | 77,35                                               | 47C | Vernor Hwy. | Aucune entrée direction nord |
| Détroit                                                                    | 48,40                                               | 78,05                                               | 48 | I-96 ouest (Jeffries Frwy.), vers US-12 (Michigan Ave.) – Lansing, Grand Rapids Vers I-94 ouest – Ann Arbor, Chicago (IL)                                                                                          | Terminus est de l'Interstate 96 |
| Détroit                                                                    | 49,59                                               | 79,65                                               | 49AB | MI-10 (Lodge Frwy.), Rose Parks Blvd. – Southfield, Farmington Hills, Détroit Centre-Ville | Sortie numérotée 49A pour le Rosa Parks Blvd. et 49B pour la MI-10 en direction sud; Principal accès au centre-ville de Détroit direction nord |
| Détroit                                                                    | 50,17                                               | 80,74                                               | 50 | MI-5 (Grand River Ave.) | Accès au Fox Theatre, Ford Field et Little Caesars Arena; Vers MI-1 |
| Détroit                                                                    | 50,72-50,90                                         | 81,86-81,91                                         | 51BC | I-375 sud (Chrysler Frwy. sud) – Détroit Centre-Ville Vers MI-3 (Gratiot Ave.) | Principal accès au centre-ville de Détroit direction sud; Sortie 51B vers la MI-3 et 51C vers la I-375; La 75 courbe vers le Nord et rejoint la Chrysler Frwy. (fin de la Fisher Frwy.) |
| Détroit                                                                    | 51,56                                               | 82,97                                               | 52 | Mack Ave. | |
| Détroit                                                                    | 52,30                                               | 84,16                                               | 53A | Warren Ave. | |
| Détroit                                                                    | 52,86                                               | 85,07                                               | 53B | I-94 (Ford Frwy.) – Port Huron, Sarnia (ON), Ann Arbor, Chicago (IL) | Sortie 216A de l'Interstate 94 |
| Détroit                                                                    | 53,58                                               | 86,23                                               | 54 | E. Grand Blvd., Clay Ave. | |
| Hamtramck                                                                  | 54,58                                               | 87,33                                               | 55 | Holbrook Ave., Caniff Ave. – Hamtramck, Highland Park | |
| Détroit                                                                    | 55,97                                               | 90,07                                               | 56AB | MI-8 (Davison Frwy.) – Highland Park | Sortie signalisée 56A vers l'Est et 56B vers l'Ouest |
| Détroit                                                                    | 56,75                                               | 91,32                                               | 57 | McNichols Rd. – Highland Park | |
| Détroit                                                                    | 57,82                                               | 93,06                                               | 58 | 7 Mile Rd. | |
| Détroit                                                                    | 58,82                                               | 94,65                                               | 59 | MI-102 (8 Mile Rd.) | |
| Hazel Park                                                                 | 60,01                                               | 96,58                                               | 60 | John R. Rd., 9 Mile Rd. – Ferndale | |
| Hazel Park                                                                 | 61,20                                               | 98,48                                               | 61 | I-696 (Reuther Frwy.) – Port Huron, Lansing, Southfield, Warren, Farmington Hills | Sortie 18 de l'Interstate 696; Point quadruple entre les villes de Hazel Park, Ferndale, Madison Heights et Royal Oak |
| Madison Heights                                                            | 62,19                                               | 100,08                                              | 62 | 11 Mile Rd. – Royal Oak | |
| Madison Heights                                                            | 63,18                                               | 101,68                                              | 63 | 12 Mile Rd. – Royal Oak, Warren | |
| Madison Heights                                                            | 65,21                                               | 104,95                                              | 65 | 14 Mile Rd. – Clawson, Warren, Sterling Heights | |
| Troy                                                                       | 67,43                                               | 108,52                                              | 67 | Rochester Rd., vers Maple Rd. et Metropolitan Pkwy. est | |
| Troy                                                                       | 68,97                                               | 111,00                                              | 69 | Big Beaver Rd., vers Metropolitan Pkwy. – Birmingham, Troy, Sterling Heights | |
| Troy                                                                       | 71,59                                               | 115,22                                              | 72 | Corporate Dr., vers Crooks Rd. – Troy | |
| Troy                                                                       | 74,14                                               | 119,31                                              | 74 | Adams Rd. – Birmingham, Rochester Hills | |
| Bloomfield Hills                                                           | 75,62                                               | 121,70                                              | 75 | Interstate 75 Business Loop (Square Lake Rd.), vers US-24 – Pontiac (sud), Bloomfield Hills, Southfield, Huron Heights, Keego Harbor                                                                               | |
| Auburn Hills                                                               | 77,36                                               | 124,98                                              | 77AB | MI-59 – Pontiac Centre, Rochester Hills, Sterling Heights, Utica | Sortie numérotée 77A vers l'Est (Utica) et 77B vers l'Ouest (Pontiac); Sortie 40 de la MI-59 |
| Auburn Hills                                                               | 78,55                                               | 126,41                                              | 78 | Chrysler Dr., Featherstone Rd. | |
| Auburn Hills                                                               | 79,04                                               | 127,20                                              | 79 | University Dr., vers Walton Blvd. – Pontiac, Auburn Hills, Rochester Hills, Rochester | Accès à l'Université Oakland; Échangeur diamant divergant |
| Auburn Hills                                                               | 80,99                                               | 130,35                                              | 81 | Interstate 75 Business Loop sud (Perry St.), MI-24 nord (Larper Rd.) – Pontiac, Lapeer | |
| Auburn Hills                                                               | 82,91                                               | 133,43                                              | 83AB | Joslyn Rd. | Sortie numérotée 83A vers le Nord et 83B vers le Sud; Accès au centre d'achats Great Lakes Crossing Outlets direction nord |
| Auburn Hills                                                               | 84,13                                               | 135,39                                              | 84AB | Baldwin Rd., Brown Rd. | Sortie numérotée 84A vers le Nord et 84B vers le Sud; Accès au centre d'achats Great Lakes Crossing Outlets direction sud |
| Clarkston                                                                  | 88,75                                               | 142,83                                              | 89 | Sashabaw Rd. | Accès au DTE Energy Music Theatre |
| Clarkston                                                                  | 90,81                                               | 146,15                                              | 91 | MI-15 – Clarkston, Davison, Ortonville | |
| Clarkston                                                                  | 92,65                                               | 149,11                                              | 92 | US-24 sud (Dixie Hwy.) – Waterford, Pontiac, Drayton Plains | Terminus nord de la US-24 |
|                                                                            | 98,00                                               | 157,71                                              | 98 | E. Holly Rd. – Holly, Fenton | |
|                                                                            | 100,97                                              | 162,48                                              | 101 | Grange Hall Rd. – Fenton, Ortonville | |
| Grand Blanc                                                                | 106,12                                              | 170,79                                              | 106 | Dixie Hwy. sud, Saginaw Rd. | |
| Grand Blanc                                                                | 108,68                                              | 174,90                                              | 108 | Holly Rd. – Grand Blanc | |
| Grand Blanc                                                                | 109,91                                              | 176,88                                              | 109 | MI-54 nord (Dort Hwy.) – Grand Blanc, Burton | |
| Grand Blanc                                                                | 111,76                                              | 179,85                                              | 111 | I-475 nord – Flint Centre-Ville | Terminus sud de la I-475; Sortie direction nord et entrée direction sud seulement; Principal accès au centre-ville de Flint direction nord |
| Mundy                                                                      | 115,17                                              | 185,35                                              | 115 | US-23 sud – Ann Arbor | Extrémité sud du chevauchement avec la US-23; sortie direction sud et entrée direction nord |
| Flint                                                                      | 116,33                                              | 187,22                                              | 116AB | Bristol Rd. – Aéroport international Bishop de Flint | Sortie numérotée 116A vers l'Est et 116B vers l'Ouest |
| Flint                                                                      | 117,22                                              | 188,65                                              | 117A | I-69 – Lansing, Port Huron, Sarnia (ON) | Sortie 133 de la I-69 |
| Flint                                                                      | 117,66                                              | 189,36                                              | 117B | Miller Rd. – Flint, Swartz Creek | |
| Flint                                                                      | 118,76                                              | 191,12                                              | 118 | MI-21 (Corunna Rd.) – Flint, Owosso | |
| Mount Morris                                                               | 121,97                                              | 196,29                                              | 122 | Pierson Rd. – Flint, Flushing | |
| Mount Morris                                                               | 125,52                                              | 202,01                                              | 125 | I-475 sud – Flint Centre-Ville | Terminus nord de l'I-475; Principal accès au centre-ville de Flint en direction sud |
| Mount Morris                                                               | 125,99                                              | 202,76                                              | 126 | Mount Morris, New Lothrop | |
| Clio                                                                       | 130,08                                              | 209,34                                              | 131 | MI-57 – Clio, Otisville, Montrose, Chesaning | |
| Birch Run                                                                  | 136,16                                              | 219,13                                              | 136 | Vers MI-54 sud, MI-83 nord – Birch Run, Frankenmuth, Burt | |
| Bridgeport                                                                 | 144,56                                              | 232,65                                              | 144AB | Bridgeport, Frankenmuth | Sortie numérotée 144A vers l'Est (Frankenmuth) et 144B vers l'Ouest (Bridgeport) |
| Buena Vista                                                                | 149,29                                              | 240,25                                              | 149 | MI-46 – Buena Vista, Sandusky, Richville | |
| Buena Vista                                                                | 149,59                                              | 240,75                                              | 150 | I-675 nord – Saginaw Centre-Ville | Terminus sud de l'I-675; Principal accès au centre de Saginaw en direction nord |
| Buena Vista                                                                | 151,77                                              | 244,24                                              | 151 | MI-81 – Caro, Reese | |
| Buena Vista                                                                | 152,98                                              | 246,19                                              | 153 | MI-13 (East Bay City Rd./Veterans Memorial Pkwy.) – Saginaw, Bay City | |
| Rivière Saginaw                                                            | 152,61-154,14                                       | 245,61-248,07                                       | Pont Zilwaukee au-dessus de la rivière Saginaw | Pont Zilwaukee au-dessus de la rivière Saginaw | Pont Zilwaukee au-dessus de la rivière Saginaw |
| Zilwaukee                                                                  | 153,92                                              | 247,71                                              | 154 | Vers Tittabawassee Rd. – Zilwaukee | |
| Zilwaukee                                                                  | 154,86                                              | 249,23                                              | 155 | I-675 sud – Saginaw Centre-Ville | Terminus nord de l'I-675; Principal accès au centre-ville de Saginaw en direction sud |
| Bay City                                                                   | 160,22                                              | 257,85                                              | 160 | MI-84 (Westside Saginaw Rd.) – Bay City (Sud), University Center | |
| Bay City                                                                   | 162,70                                              | 261,85                                              | 162AB | US-10 ouest – Midland, Ludington MI-25 est – Bay City Centre, Unionville | Terminus est de la US-10; Sortie 140 de la US-10; Sortie numérotée 162A vers l'Est (MI-25/Bay City) et 162B vers l'Ouest (US-10/Midland) |
| Bay City                                                                   | 163,98                                              | 263,91                                              | 164 | MI-13 Connector (vers MI-13 nord) – Bay City (Nord), KawkawlinWilder Rd. | En direction sud, accès à la Walker Rd. seulement, et entrée direction sud seulement en provenance de la MI-13 Connector sud |
| Kawkawlin                                                                  | 168,95                                              | 271,89                                              | 168 | Beaver Rd. – Kawkawlin, Willard | |
| Linwood                                                                    | 173,91                                              | 279,88                                              | 173 | Linwood Rd. – Linwood, Crump | |
| Pinconning                                                                 | 181,93                                              | 292,78                                              | 181 | Pinconning Rd. – Pinconning, Mount Forest | |
| Standish                                                                   | 188,49                                              | 303,36                                              | 188 | US-23 nord – Standish, Omer, Tawas City, Alpena | Extrémité nord du chevauchement avec la US-23 |
| Standish                                                                   | 190,89                                              | 307,20                                              | 190 | MI-61 – Standish, Wooden Shoe, Gladwin | Accès à la US-23 nord en direction sud |
| Sterling                                                                   | 195,01                                              | 313,84                                              | 195 | Sterling Rd. – Sterling, Omer | |
| Alger                                                                      | 202,82                                              | 326,40                                              | 202 | MI-33 nord – Alger, Rose City, Mio | Aucun échangeur pour une distance de 10 miles (16 km) en direction nord |
| West Branch                                                                | 212,12                                              | 341,37                                              | 212 | Interstate 75 Business Loop nord (Cook Rd.) – West Branch | Aucun échangeur pour une distance de 10 miles (16 km) en direction sud |
| West Branch                                                                | 215,67                                              | 347,09                                              | 215 | Interstate 75 Business Loop sud, MI-55 est, vers MI-30 sud – West Branch, Tawas City, Wooden Shoe | Extrémité sud du chevauchement avec la MI-55 |
|                                                                            | 222,82                                              | 358,60                                              | 222 | Old 76 Rd. – St. Helen | Ancienne route 76 du Michigan |
| 227,58                                                                     | 366,25                                              | 227                                                 | MI-55 ouest – Prudenville, Houghton Lake, Cadillac | Extrémité nord du chevauchement avec la MI-55; Aucun échangeur pour une distance de 12 miles (19 km) en direction nord                                                                                             | |
| Roscommon                                                                  | 239,63                                              | 385,65                                              | 239 | Interstate 75 Business Loop nord, MI-18 – Prudenville, Roscommon, Luzerne, Mio, Gladwin | Accès au parc national South Higgins Lake; Aucun échangeur pour une distance de 12 miles (19 km) en direction sud |
| Roscommon                                                                  | 244,24                                              | 393,07                                              | 244 | Interstate 75 Business Loop sud – Roscommon, Luzerne | Accès au parc national North Higgins Lake et au Civilian Conservations Corps Museum |
|                                                                            | 250,16                                              | 402,59                                              | 249 | US-127 sud – Cadillac, Clare, Lansing | Sortie direction sud et entrée direction nord seulement; Terminus nord de la US-127 |
| 251,02                                                                     | 403,98                                              | 251                                                 | 4 Mile Rd. | | |
| Grayling                                                                   | 254,03                                              | 408,82                                              | 254 | Interstate 75 Business Loop nord, vers MI-72 ouest – Grayling, Kalkaska, Traverse City | Sortie direction nord et entrée direction sud seulement |
| Grayling                                                                   | 256,13                                              | 412,20                                              | 256 | North Down River Rd. – Grayling | Sortie direction sud et entrée direction nord seulement |
| Grayling                                                                   | 259,19                                              | 417,13                                              | 259 | MI-93 (Hartwick Pines), Interstate 75 Business Loop sud, vers MI-72 – Grayling, Kalkaska, Mio | |
| Frederic                                                                   | 264,22                                              | 425,23                                              | 264 | Frederic, Lewiston, Darragh, Lovells | Vers le Camp Grayling (Joint Maneuver Training Center) |
| Waters                                                                     | 270,82                                              | 435,84                                              | 270 | Waters | |
| Gaylord                                                                    | 279,07                                              | 449,12                                              | 279 | Interstate 75 Business Loop nord – Gaylord, Johannesburg | Ancienne US-27 |
| Gaylord                                                                    | 281,95                                              | 453,76                                              | 282 | MI-32, Interstate 75 Business Loop sud – Gaylord, Alpena, Atlanta, Elmira | |
| Vanderbilt                                                                 | 290,71                                              | 467,85                                              | 290 | Vanderbilt, Boyne Falls | Ancienne US-27; Aucun échangeur pour une distance de 11 miles (18 km) en direction nord |
| Wolverine                                                                  | 300,97                                              | 484,36                                              | 301 | Route de comté 58 – Wolverine, Epsilon | Aucun échangeur pour une distance de 11 miles (18 km) en direction sud |
| Indian River                                                               | 310,16                                              | 499,15                                              | 310 | MI-68 – Indian River, Burt Lake, Onaway, Rogers City, Petoskey | |
| Indian River                                                               | 313,65                                              | 504,76                                              | 313 | MI-27 nord – Indian River, Topinabee, Cheboygan | Accès au parc national Burt Lake |
|                                                                            | 322,52                                              | 519,05                                              | 322 | Route de comté 64 – Cheboygan, Pellston | |
| 326,73                                                                     | 525,82                                              | 326                                                 | Route de comté 66 – Cheboygan, Levering, Cross Village | | |
| Mackinaw City                                                              | 335,63                                              | 540,15                                              | 336 | US-31 sud, Lake Michigan Circle Tour – Petoskey, Charlevoix, Traverse City | Terminus nord de la US-31, en provenance de Mobile, Alabama; Sortie direction sud et entrée direction nord seulement; Extrémité sud du chevauchement avec le Lake Michigan Circle Tour |
| Mackinaw City                                                              | 337,75                                              | 543,56                                              | 337 | Nicolet Ave. – Mackinaw City | Sortie direction nord et entrée direction sud |
| Mackinaw City                                                              | 338,43                                              | 544,66                                              | 338 | US-23 sud, Lake Huron Circle Tour sud – Cheboygan, Rogers City, Alpena | Sortie direction sud et entrée direction seulement; Terminus nord de la US-23 en provenance de Jacksonville, Floride; Extrémité sud du chevauchement avec le Lake Huron Circle Tour; Accès au centre d'information touristique du Michigan en direction nord                                              |
| Mackinaw City                                                              | 339,23                                              | 545,94                                              | 339 | Jamet St. – Mackinaw City | Échangeur sous format de virage à droite forcé dans l'ensemble des directions |
| Détroit de Mackinac                                                        | 339,25-343,35                                       | 545,97-552,57                                       | Pont Mackinac au-dessus du Détroit de Mackinac (lacs Michigan et Huron)Arrivée sur la Péninsule supérieure du Michigan en direction nord                                                                           | Pont Mackinac au-dessus du Détroit de Mackinac (lacs Michigan et Huron)Arrivée sur la Péninsule supérieure du Michigan en direction nord                                                                           | Pont Mackinac au-dessus du Détroit de Mackinac (lacs Michigan et Huron)Arrivée sur la Péninsule supérieure du Michigan en direction nord |
|                                                                            | 343,55                                              | 552,90                                              | Poste de péage du pont Mackinac | Poste de péage du pont Mackinac | Poste de péage du pont Mackinac |
| Saint-Ignace                                                               | 343,66                                              | 553,07                                              | 343 | Bridge View | Sortie direction sud seulement; Entrée par la sortie 344 |
| Saint-Ignace                                                               | 344,23                                              | 553,98                                              | 344AB | US-2 ouest (Lake Michigan Circle Tour ouest), Lake Huron Circle Tour est (Interstate 75 Business Loop) – Manistique, Gladstone, Escanaba, Duluth (MN), Saint-Ignace                                                | Sortie numérotée 344A vers l'Est (Saint-Ignace) et 344B vers l'Ouest (US-2); Extrémité nord des chevauchements avec les Lake Huron Circle Tour et Lake Michigan Circle Tour; Terminus est de la branche occidentale de la U.S. Route 2; Route est-ouest principale de la Péninsule supérieure du Michigan |
| Saint-Ignace                                                               | 344,94                                              | 555,12                                              | 345 | Portage St. – Saint-Ignace | Sortie direction sud et entrée direction nord seulement |
| Saint-Ignace                                                               | 347,94                                              | 559,95                                              | 348 | Interstate 75 Business Loop sud, Route de comté 63 (Mackinac Trail), Lake Huron Circle Tour sud – Saint-Ignace | Extrémité sud du chevauchement avec le Lake Huron Circle Tour |
|                                                                            | 352,00                                              | 566,50                                              | 352 | MI-123 nord – Allenville, Moran, Eckerman, Newberry | |
| 359,23                                                                     | 578,13                                              | 359                                                 | MI-134 est (Lake Huron Circle Tour) – Cedarville, De Tour Village, Île de Drummond | Extrémité nord du chevauchement avec le Lake Huron Circle Tour; Aucun échangeur pour une distance de 14 miles (23 km) en direction nord                                                                            | |
| Rudyard                                                                    | 373,59                                              | 601,23                                              | 373 | MI-48 est, vers route de comté 40 – Rudyard, Fibre, Pickford | Aucun échangeur pour une distance de 14 miles (23 km) en direction sud |
| Kinross                                                                    | 377,75                                              | 607,94                                              | 378 | MI-80 est – Kinross, Barbeau, Aéroport international de Chippewa County/Sault Sainte-Marie | |
| Kinross                                                                    | 379,52                                              | 610,78                                              | 379 | Gaines Hwy. – Kinross | |
| Dafter                                                                     | 386,17                                              | 610,778                                             | 386 | MI-28 ouest (Lake Superior Circle Tour) – Dafter, Rosedale, Munising, Newberry, Marquette, Ishpeming | Extrémité sud du chevauchement avec le Lake Superior Circle Tour |
| Sault Sainte-Marie                                                         | 392,47                                              | 631,62                                              | 392 | Interstate 75 Business Spur nord (3 Mile Rd., Lake Huron Circle Tour) – Sault Sainte-Marie | Extrémité sud du chevauchement avec le Lake Huron Circle Tour |
| Sault Sainte-Marie                                                         | 394,65                                              | 635,13                                              | 394 | Easterday Ave. – Sault Sainte-Marie Centre | Accès à l'Université du Lac Supérieur, les écluses Soo, et les musées marins de Sault Sainte-Marie (Michigan) |
| Sault Sainte-Marie                                                         | 394,83                                              | 635,41                                              | Douanes américaines en direction sudPoste de péage du pont international en direction nord | Douanes américaines en direction sudPoste de péage du pont international en direction nord | Douanes américaines en direction sudPoste de péage du pont international en direction nord |
| Rivière Sainte-Marie (Canal entre les lacs Supérieur et Huron)             | 395,04-395,92                                       | 635,75-637,17                                       | Pont international de Sault Sainte-Marie (péage) | Pont international de Sault Sainte-Marie (péage) | Une seule voie par direction (une des deux seules instances sur une autoroute inter-États américaine, avec un tronçon de l'Interstate 93 au New Hampshire) |
| Frontière canado-américaine                                                | 395,92                                              | 637,17                                              | Pont international de Sault Sainte-Marie nord (continuité au Canada) Vers douanes canadiennes, Bay St., Queen St., Cathcart St., Wellington St. et ON-17 – Sault Sainte-Marie (ON), Thunder Bay (ON), Sudbury (ON) | Pont international de Sault Sainte-Marie nord (continuité au Canada) Vers douanes canadiennes, Bay St., Queen St., Cathcart St., Wellington St. et ON-17 – Sault Sainte-Marie (ON), Thunder Bay (ON), Sudbury (ON) | Terminus nord de l'Interstate 75 au Michigan et aux États-Unis (débutant près de Miami, en Floride) |
| - Échangeur Incomplet - Chevauchement - Pont / Cours d'eau - Futur - Péage |                                                     |                                                     | | | |

## Liste des villes traversées
- Erie
- Luna Pier
- La Salle
- Monroe
- Newport
- Rockwood
- Flat Rock
- Woodhaven
- Taylor
- Southgate
- Allen Park
- Lincoln Park
- Melvindale
- Détroit
- Hamtramck
- Highland Park
- Hazel Park
- Madison Heights
- Troy
- Auburn Hills
- Lake Angelus
- Clarkston
- Holly
- Grand Blanc
- Flint
- Mount Morris
- Clio
- Birch Run
- Bridgeport
- Buena Vista
- Saginaw
- Bay City
- Kawkawlin
- Linwood
- Pinconning
- Standish
- Sterling
- Alger
- West Branch
- Roscommon
- Grayling
- Waters
- Otsego Lake
- Arbutus Beach
- Oak Grove
- Gaylord
- Vanderbilt
- Wolverine
- Indian River
- Topinabee
- Carp Lake
- Mackinaw City
- Saint-Ignace
- Rudyard
- Kinross
- Dafter
- Sault Sainte-Marie